# Carlo Tagliabue
Carlo Pietro Tagliabue (Mariano Comense (Llombardia), 13 de gener, 1898 – Monza (Llombardia, 5 d'abril, 1978), va ser un baríton italià.
Segons Tagliabue, la seva afició pel cant va començar de jove, quan el seu pare el portava a espectacles a La Scala. Carlo tornaria cantant àries amb una veu de baríton desproporcionada a la seva edat. També va suspendre la seva classe de cor infantil perquè volia cantar amb una veu gran i d'una manera grandiosa, mentre que requerien la típica veu aguda de noi. Cap als 17 anys va començar dos anys d'estudis de música i cant amb Corrado Mattioli, professor i director de la divisió coral de la "Civiche Scuole popolari di Musica" de Milà.
Després d'un breu reclutament durant la Primera Guerra Mundial, va tornar a Milà i va estudiar durant un any amb Leopoldo Gennai, un professor de repertori de La Scala, i Annibale Ghidotti, un professor de cant cec que, segons es deia, podia identificar simplement el tipus de veu d'un estudiant palpant la seva gola.
Tagliabue va debutar a Lodi, Llombardia, amb Loreley d'Alfredo Catalani i Aïda de Giuseppe Verdi. Els seus debuts a Gènova (1923), Torí, La Scala (1930), Roma (1931) i Nàpols (1931) van ser tots a Tristan und Isolde (cantat en italià). També va actuar a Götterdämmerung, Tannhäuser i Lohengrin de Wagner. Tanmateix, Tagliabue continuaria destacant en el repertori verdià, especialment La forza del destino, Aïda, Rigoletto, La traviata, Nabucco i Otello. Va crear el paper de Basilio a La fiamma de Ottorino Respighi el 1934.
La seva carrera internacional va incloure el Teatro Colón de Buenos Aires (1934), la Metropolitan Opera House de Nova York (1937–39) i l'Òpera de San Francisco i Covent Garden, Londres (1938). L'última actuació de Tagliabue va ser l'any 1955 a La Scala, a la famosa interpretació de La traviata dirigida per Carlo Maria Giulini i dirigida per Luchino Visconti, on Maria Callas va escandalitzar el públic llençant-se les sabates.
En el seu llibre Voci Parallele Giacomo Lauri-Volpi va escriure: "[Tagliabue] és l'únic supervivent d'una escola que sap que a Rigoletto, a Ballo in Maschera, Trovatore, Traviata s'ha de cantar, mesurar i respirar musicalment una peça melodramàtica d'acord amb el domini del gran art".